# Mahalapye
Mahalapye é um subdistrito de Botswana localizado no Distrito Central que contava com uma população estimada de 118 875 habitantes em 2011. Possui uma cidade, Mahalapye, e 36 vilas.